# Spieß

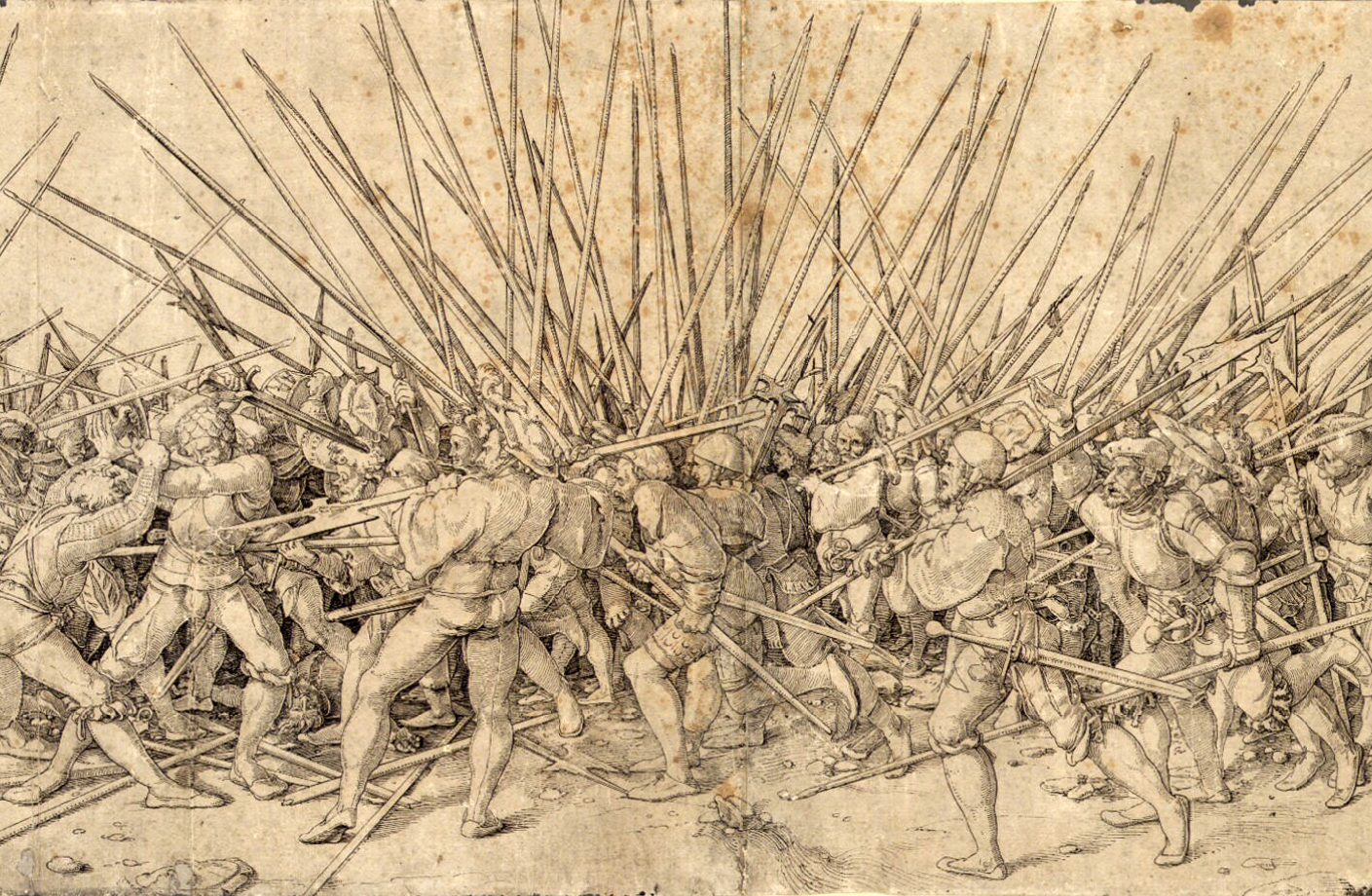
Landsknechte mit Spießen (Radierung von Holbein)

Ein Spieß (auch Pike von französisch piquer ‚stechen‘) ist eine historische Stichwaffe zu Jagd- und Kriegszwecken, die im Unterschied zum Speer oder Wurfspieß nicht geworfen wird. Synonym wird oft das Wort Lanze verwendet, das jedoch eigentlich den Spieß des Reiters bezeichnet.

## Geschichte
Der einfache Spieß ist eine der ältesten bewusst hergestellten Waffen der Menschheit. Auch bei Schimpansen wurde die Fähigkeit der Herstellung und Gebrauchs eines Spießes festgestellt. Schimpansen spitzen Holzstöcke mit den Zähnen an und stochern damit in Höhlen von kleinen Säugern. Es ist daher plausibel anzunehmen, dass auch die frühesten Menschen Werkzeuge und Waffen aus Holz nutzten. Gegenüber Steingeräten sind Holzgeräte in viel stärkerem Maße der Verwitterung ausgesetzt, so dass es kaum archäologische Funde aus der Urgeschichte gibt. Während die ältesten gefundenen Steingeräte ein Alter von ungefähr 2,5 Millionen Jahren aufweisen, sind die ältesten gefundenen Holzgeräte deutlich jünger.
Der älteste hölzerne Fund ist eine Spitze aus dem englischen Clacton-on-Sea, welche als Teil eines Spießes interpretiert wird. Sie wurde 1911 ausgegraben und wird auf ein Alter von 450.000 Jahren geschätzt. Auch die mit etwa 400.000 Jahren etwas jüngeren feuergehärteten Spitzen aus dem spanischen Torralba und Ambrona werden in diesem Sinne gedeutet.
Im niedersächsischen Lehringen wurde im Brustkorb eines Waldelefantenskeletts ein 2,38 m langer Spieß (Lanze von Lehringen) aus Eibenholz gefunden, der auf 128.000 bis 115.000 Jahren BP datiert und den mittelpaläolithischen Neandertalern zugeschrieben wird. Auf ein Alter von etwa 500.000 Jahren werden Steinspitzen aus dem südafrikanischen Kathu Pan datiert. Der Homo heidelbergensis hat sie mit einem Holzspieß verbunden und somit die ersten belegten geschäfteten Werkzeuge geschaffen. Diese Jagdwaffen waren eher für den Stoß geeignet, da sie nur über eine kurze Distanz geworfen werden konnten.

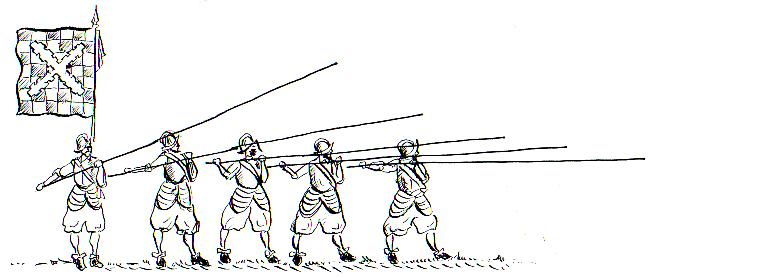
Gegen eine Formation aus Spießgesellen war für Berittene nur schwer anzukommen

Der Mensch entwickelte den Spieß zum Wurfspieß (Speer) weiter. Dieser kann geworfen, aber auch im Nahkampf zum Stechen verwendet werden.
Im Früh- und Hochmittelalter waren Speer und Lanze extrem häufig geführte Waffen, sowohl zu Fuß als auch bei berittenen Kämpfern. Dies lässt sich ausgezeichnet durch die zeitgenössische Kunst, wie etwa den Stuttgarter Psalter, den Teppich von Bayeux und die Maciejowski-Bibel belegen.
Der Einsatz des nicht werfbaren Spießes ist als Langspieß wieder in der Antike belegt. Die Sarissa war die Hauptwaffe der makedonischen Phalanx im 4. Jahrhundert v. Chr. Erst im Spätmittelalter nahm die Bedeutung wieder zu. Während des schottischen Unabhängigkeitskriegs entwickelten Schotten den Schiltron, eine Gefechtsformation mit Langspießen. Die Schweizer entwickelten die Taktik des Gewalthaufens und die Pikeniere als schwere Infanterie mit Piken. Andere europäische Nationen übernahmen dieses, darunter die Landsknechte im deutschen Reich. Die Bedienung einer Pike war leicht zu erlernen, und eine Formation Spießträger („Spießgesellen“) konnte sich sehr erfolgreich gegen eine Kavallerieattacke zur Wehr setzen. Spanien perfektionierte das Zusammenwirken von Pikenieren und Arkebusieren in den Tercios (tercio: ‚Drittel‘); diese Gefechtsordnung wurde auf europäischen Kriegsschauplätzen noch bis zum Dreißigjährigen Krieg angewandt.
Technische Fortschritte bei den Feuerwaffen und insbesondere die Einführung des Bajonetts brachten das Ende dieser Ära.

## Beschaffenheit
Der hölzerne Schaft besaß eine Länge von 5 bis 6 Metern. Die Spitze bestand aus verschiedenen Materialien. Am einfachsten war ein angespitztes Ende, gegebenenfalls feuergehärtet. In der Frühzeit wurden Naturmaterialien wie Knochen oder Stein verwendet, später Bronze oder Eisen. Der obere Teil des Holzschaftes konnte durch metallene Bänder verstärkt werden, um ein Abbrechen der Spitze aus dem Holz zu verhindern.

## Ableitungen, Rezeption
- Davon abgeleitet ist der Begriff Spießer oder Spießbürger für einen Menschen mit konservativen, bürgerlichen, ebenso engstirnigen Ansichten.
- Die Redensart „etwas von der Pike auf lernen“ hat sich vom Pikenier entwickelt, da ein Soldat, der gerade erst angeworben wurde und selbst nicht in der Lage war, eine Schusswaffe oder ein Pferd mit einzubringen, mit einer Pike ausgerüstet wurde. Das Kriegshandwerk musste also für Soldaten ohne Erfahrung „von der Pike“ auf erlernt werden.
- „Den Spieß umdrehen“ für einen plötzlichen Rollentausch in einem Konflikt kommt vom Entreißen und Verwenden des Spießes gegen den ursprünglichen Besitzer, nachdem er umgedreht wurde.
- Jemand ist – im übertragenen Sinn – „pikiert“, wenn er sich durch einen verbalen Angriff beleidigt, verletzt oder getroffen zeigt.
- Deutsche Streitkräfte: In Reichswehr, Wehrmacht, NVA und Bundeswehr war bzw. ist Spieß die umgangssprachliche Bedeutung für Kompaniefeldwebel (auch „Mutter der Kompanie“).

Siehe auch: 
- Österreichische Streitkräfte: In der kaiserlichen Armee, der k.u.k.-Armee sowie im österreichischen Bundesheer wurde und wird mit dem Begriff Spieß umgangssprachlich der dienstführende Unteroffizier einer Kompanie bezeichnet.

## Museale Rezeption
Im Heeresgeschichtlichen Museum in Wien sind zahlreiche originale Piken aus dem 17. Jahrhundert ausgestellt. Weiters sind mehrere Figurinen von kaiserlichen Pikenieren aus der Zeit des Dreißigjährigen Krieges zu sehen, die auch mit Stichdegen ausgerüstet sind. Im Grazer Landeszeughaus, der größten noch erhaltenen Rüstkammer der Welt, ist ebenfalls eine große Anzahl Piken aus dem 16. und 17. Jahrhundert zu sehen.